# Campbellův ostrov
Campbellův ostrov je největší ostrov v Campbellově souostroví. V současnosti je zapsán v seznamu UNESCO. Nemá žádné trvalé obyvatele. Doprava na ostrov je možná pouze lodí nebo vrtulníkem.

## Historie
Ostrov objevil australský kapitán Frederick Hasselborough v roce 1810 při lovu tuleňů. Ostrov byl pojmenován podle jména firmy Campbell & Co, které loď patřila. Kapitán Frederick Hasselborough se utopil v jedné zátoce v roce objevení ostrova. Na ostrově byla založena vesnička pro lovce tuleňů, kterým se téměř podařilo vyhubit celou zdejší populaci tuleňů. Lovily se zde i velryby, hlavně v letech 1830 až 1850. První vědeckou expedici na ostrov vyslala Francie v roce 1874. Mnoho zdejších kopců a zátok bylo pojmenováno po členech této expedice. Od roku 1896 do roku 1931 zde byly chovány i ovce. V roce 1907 byl ostrov zmapován osmi vědci, kteří popsali zdejší floru a faunu. Lidé zde pobývali až do roku 1995. Dnes je ostrov zcela opuštěn, pouze jedna zátoka má několik chat pro vědce či návštěvníky. Jedna chata slouží jako meteorologická stanice.

### Zajímavosti, které se na ostrově udály
V dubnu 1992 si šla skupinka meteorologů zaplavat a jednoho z nich napadnul žralok bílý. Výzkumnice Jacinda Amey se ho pokusila zachránit, ale žralok byl stále v blízkosti. I přesto se povedlo těžce zraněného meteorologa dostat na břeh a tam mu poskytnout první pomoc. Záchranný vrtulník, který přiletěl z novozélandského Taupa, vzdáleného od Campbellova ostrova přibližně 1600 km, podnikl nejdelší cestu za účelem záchrany člověka nejen na Novém Zélandu, ale celosvětově. Napadený přežil a Jacinda Amey byla oceněna vyznamenáním New Zealand Cross, což je na Novém Zélandu nejvyšší civilní vyznamenání.

## Podnebí
Podnebí ostrova je polární oceánské, zatažené, větrné a vlhké. Průměrně je zde 650 hodin slunečního svitu v roce, 59% dní svítí slunce méně než jednu hodinu denně. Na vrcholcích hor, které často pokrývají mračna, je tato doba ještě kratší. Srážky jsou okolo 1300–1400 mm za rok, nejvíce těchto srážek padá formou mrholení či slabého deště. Deštivo je v průměru 325 dní v roce. Větry s nárazy přes 100 km/h se vyskytují průměrně 100 dnů v roce i v těch nejméně větrných oblastech. Průměrná roční teplota je 7°C. Amplituda průměrných měsíčních teplot je 5 °C a stejně tak amplituda denní nejvyšší a nejnižší teploty je pouze okolo 5 °C. Nejnižší zimní teploty klesají jen slabě pod bod mrazu (do -5 °C), letní dosahují obvykle hodnot do 15 °C a tuto hranici překračují jen výjimečně. Dnů se sněhovou pokrývkou je 1-3 ročně.
Data ze zdejší meteorologické stanice jsou dostupná až od roku 2004. Nejnižší naměřená teplota byla -7 °C (29. července 2011), nejvyšší 25,6 °C.
| Campbellův ostrov – podnebí | Campbellův ostrov – podnebí | Campbellův ostrov – podnebí | Campbellův ostrov – podnebí | Campbellův ostrov – podnebí | Campbellův ostrov – podnebí | Campbellův ostrov – podnebí | Campbellův ostrov – podnebí | Campbellův ostrov – podnebí | Campbellův ostrov – podnebí | Campbellův ostrov – podnebí | Campbellův ostrov – podnebí | Campbellův ostrov – podnebí | Campbellův ostrov – podnebí |
| Období                      | leden                       | únor                        | březen                      | duben                       | květen                      | červen                      | červenec                    | srpen                       | září                        | říjen                       | listopad                    | prosinec                    | rok                         |
| --------------------------- | --------------------------- | --------------------------- | --------------------------- | --------------------------- | --------------------------- | --------------------------- | --------------------------- | --------------------------- | --------------------------- | --------------------------- | --------------------------- | --------------------------- | --------------------------- |
| Nejvyšší teplota [°C]       | 15                          | 13                          | 13                          | 13                          | 12                          | 10                          | 9                           | 10                          | 10                          | 12                          | 13                          | 14                          | 15                          |
| Průměrné denní maximum [°C] | 12,1                        | 12                          | 11                          | 9,7                         | 8,3                         | 7,3                         | 6,9                         | 7,4                         | 8                           | 8,9                         | 9,8                         | 11,4                        | 9,4                         |
| Průměrná teplota [°C]       | 9,6                         | 9,5                         | 8,7                         | 7,6                         | 6,1                         | 5,1                         | 5                           | 5,2                         | 5,7                         | 6,4                         | 7,1                         | 8,7                         | 7                           |
| Průměrné denní minimum [°C] | 7,1                         | 7,1                         | 6,4                         | 5,6                         | 4                           | 3                           | 3                           | 3,1                         | 3,5                         | 3,9                         | 4,4                         | 6,1                         | 4,8                         |
| Nejnižší teplota [°C]       | 2                           | 2                           | 1                           | 0                           | −1                          | −2                          | −3                          | −2                          | −1                          | 0                           | 1                           | 2                           | −3                          |
| Průměrné srážky [mm]        | 112                         | 106                         | 122                         | 115                         | 131                         | 104                         | 106                         | 103                         | 113                         | 110                         | 100                         | 108                         | 1 329                       |
| [zdroj?]                    |                             |                             |                             |                             |                             |                             |                             |                             |                             |                             |                             |                             |                             |

### Jednotlivé roky
| Rok  | Nejnižší a vejvyšší denní teplota dne s nejvyšší teplotou, °C | Nejnižší a vejvyšší denní teplota dne s nejnižší teplotou, °C | Počet dní se sněhovou pokrývkou |
| ---- | ------------------------------------------------------------- | ------------------------------------------------------------- | ------------------------------- |
| 2004 | 11/15                                                         | -2/1                                                          | 2                               |
| 2005 | 7/19                                                          | 0/2                                                           | 0                               |
| 2006 | 7/14                                                          | -1/1                                                          | 0                               |
| 2007 | 10/18                                                         | -3/-1                                                         | 7                               |
| 2008 | 8/17                                                          | -1/1                                                          | 1                               |
| 2009 | 4/15                                                          | -2/0                                                          | 3                               |
| 2010 | 6/15                                                          | -1/2                                                          | 2                               |
| 2011 | 8/15                                                          | -7/2                                                          | 1                               |
| 2012 | 10/16                                                         | -1/3                                                          | 2                               |

## Živočichové a rostliny

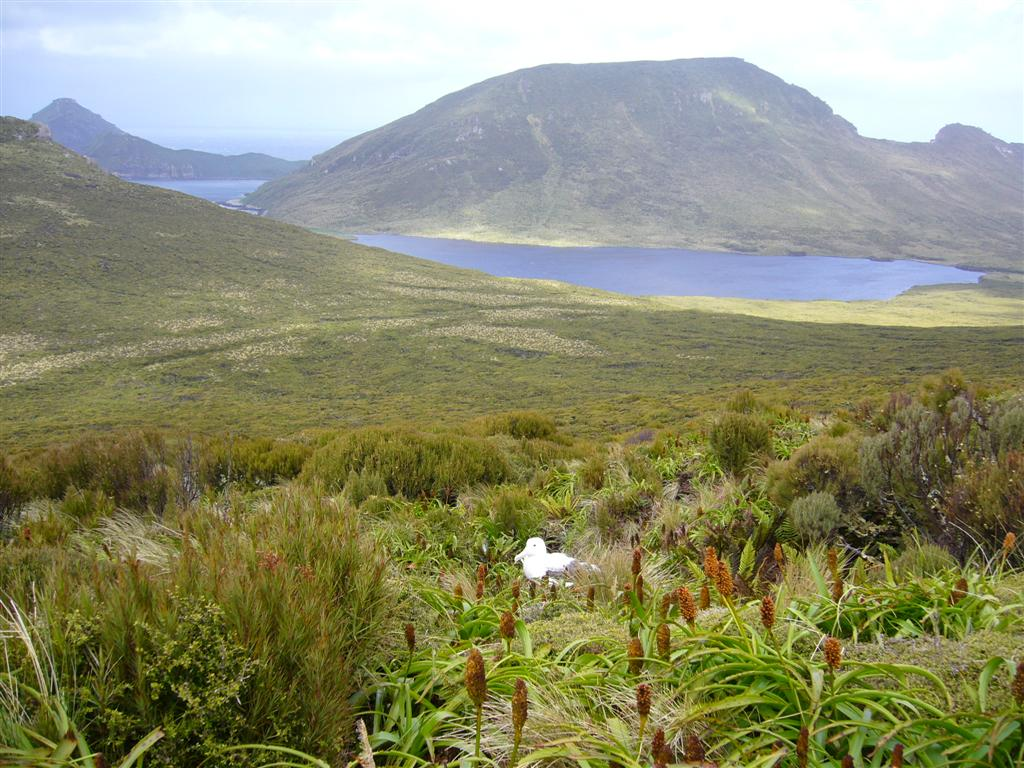
Vpředu společenstvo megaherbs, vlevo a vzadu keře a albatros

Ostrov je významné místo pro mořské ptáky, kteří zde mohou hnízdit. Vyskytují se zde hlavně albatrosi, kormoráni a tučňáci. Do zátok připlouvají v zimě rodit velryby a na pláži se pohybují tuleni. Z rostlin zde roste např. Pringlea antiscorbutica z čeledi miříkovité, různé trávy a nacházejí se zde osobitá společenstva gigantických bylin, známá jako megaherbs. Na Campbellově ostrově roste pouze jeden strom, smrk sitka,  který zde byl jako nepůvodní dřevina zasazen v roce 1907. Má se za to, že je nejosamělejším stromem na světě, nejbližší stromy se nacházejí na 222 km vzdálených Aucklandových ostrovech. Na ostrov bylo v dřívějších dobách zavlečeno mnoho zvířat a rostlin, které se zde původně nevyskytovaly, například potkani a ovce. Poté, co se z ostrova v roce 1954 stala přírodní rezervace, byly podniknuty pokusy nepůvodní faunu odstranit. Ovce byly vyhubeny do roku 1984, potkany se podařilo vyhubit v roce 2001. 
Po eliminaci nepůvodní flory a fauny se stav zdejší přírody zlepšil a umožnil např. návrat čírek campbellských.

## Fotografie

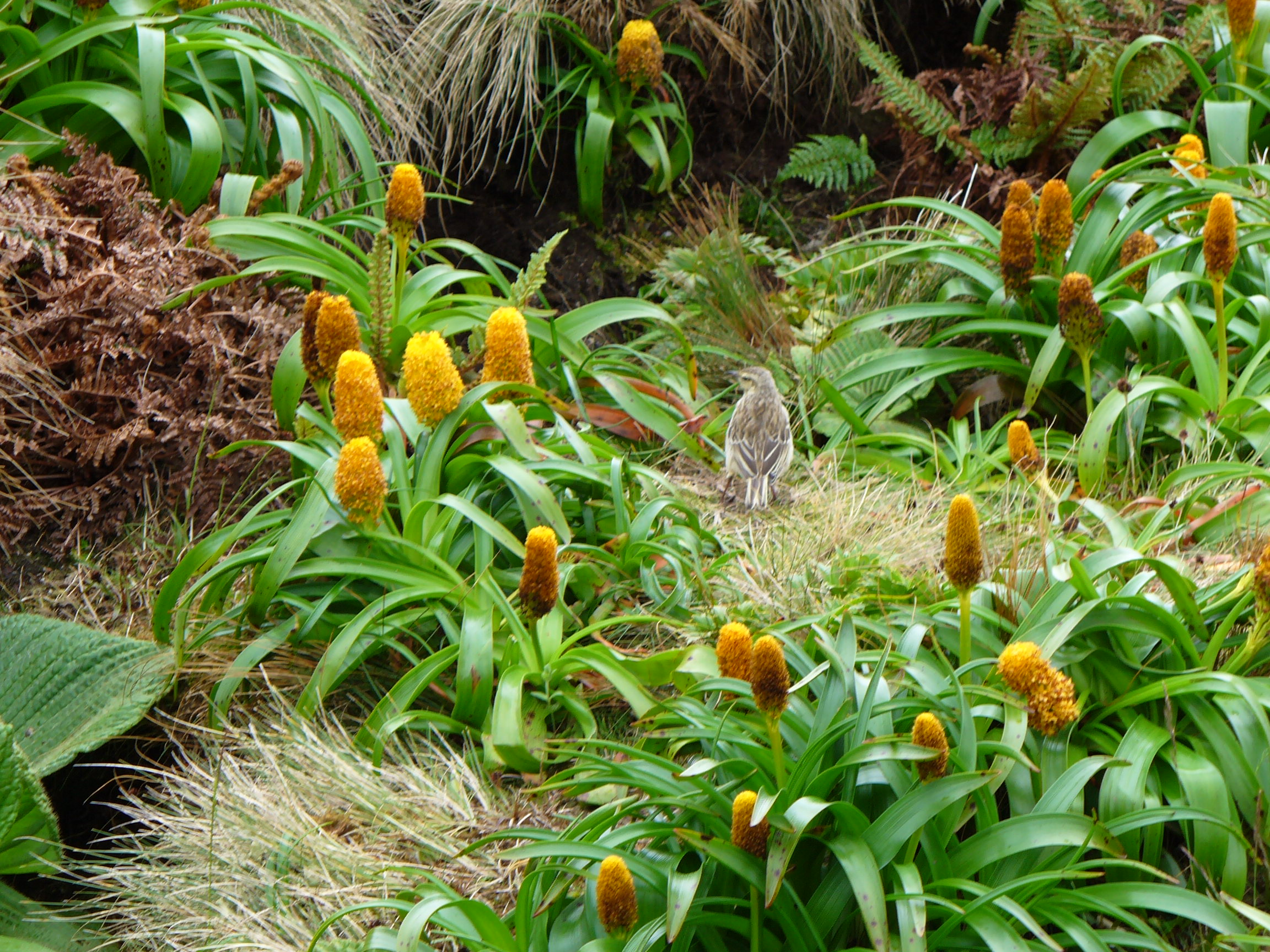
Bulbinella rossii jako součást megaherbs
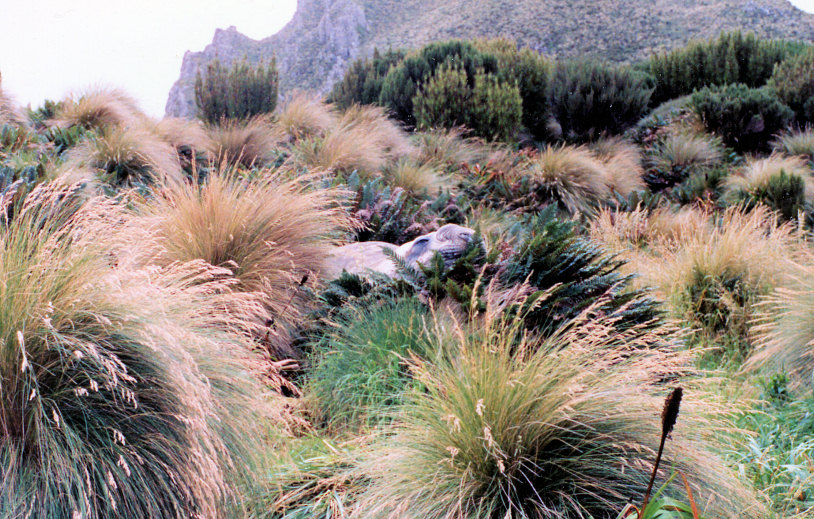
Zdejší velké trávy
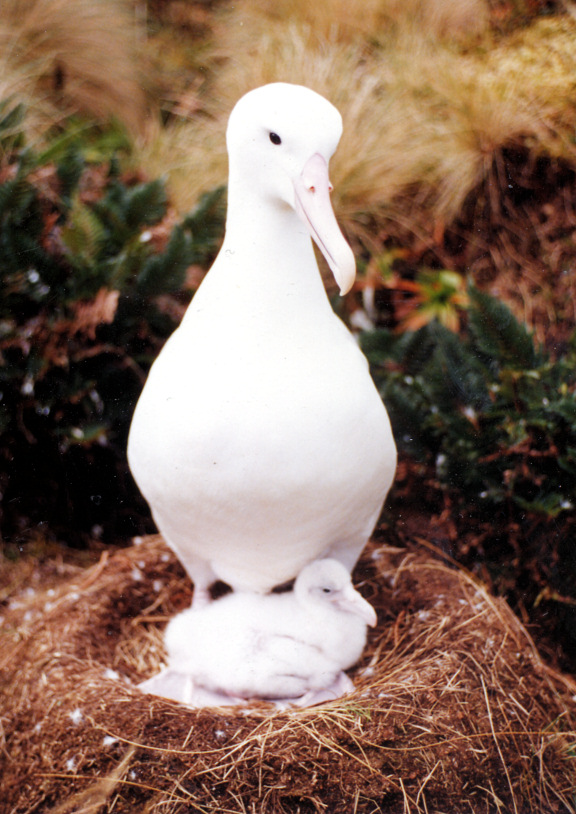
Albatros královský
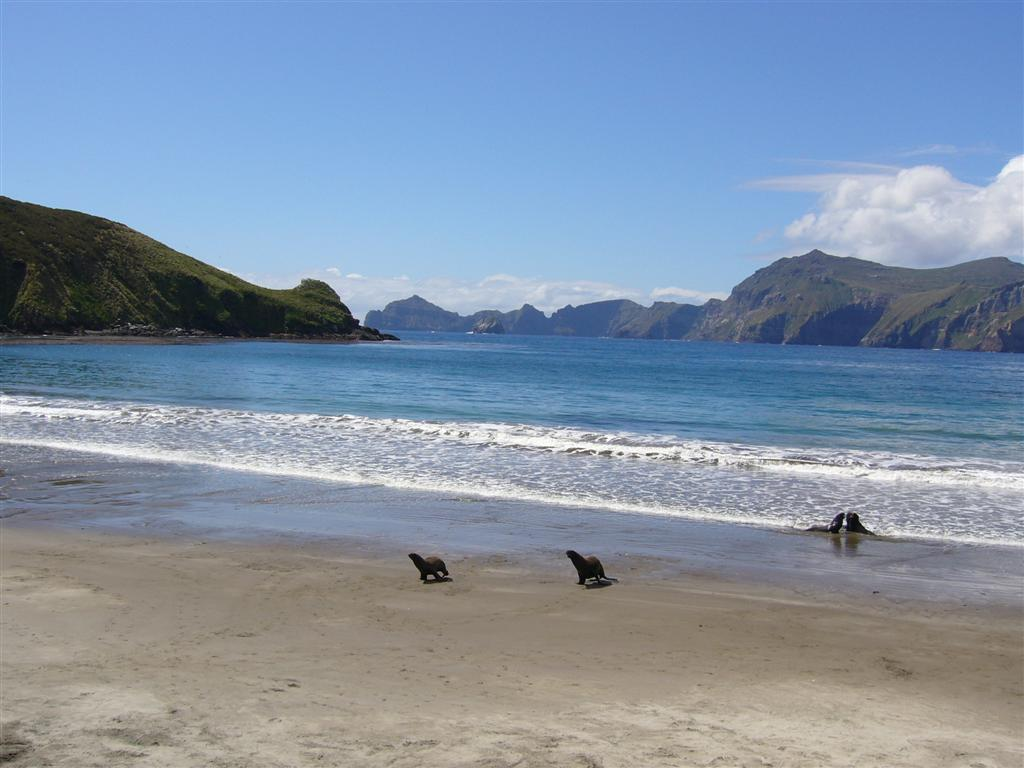
Pláž s tuleni
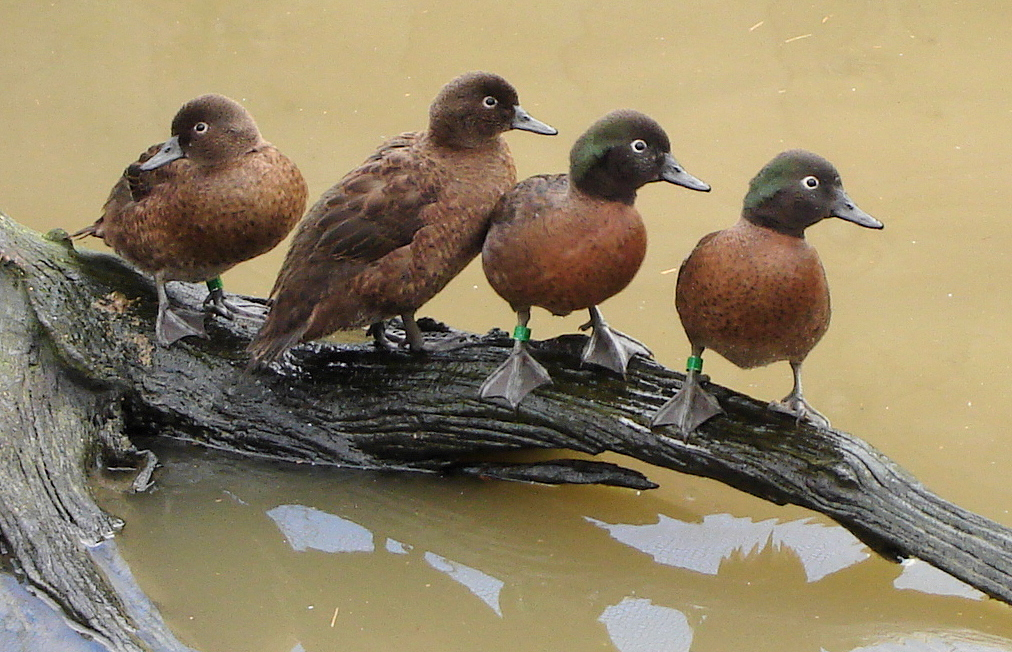
Čírky campbellské
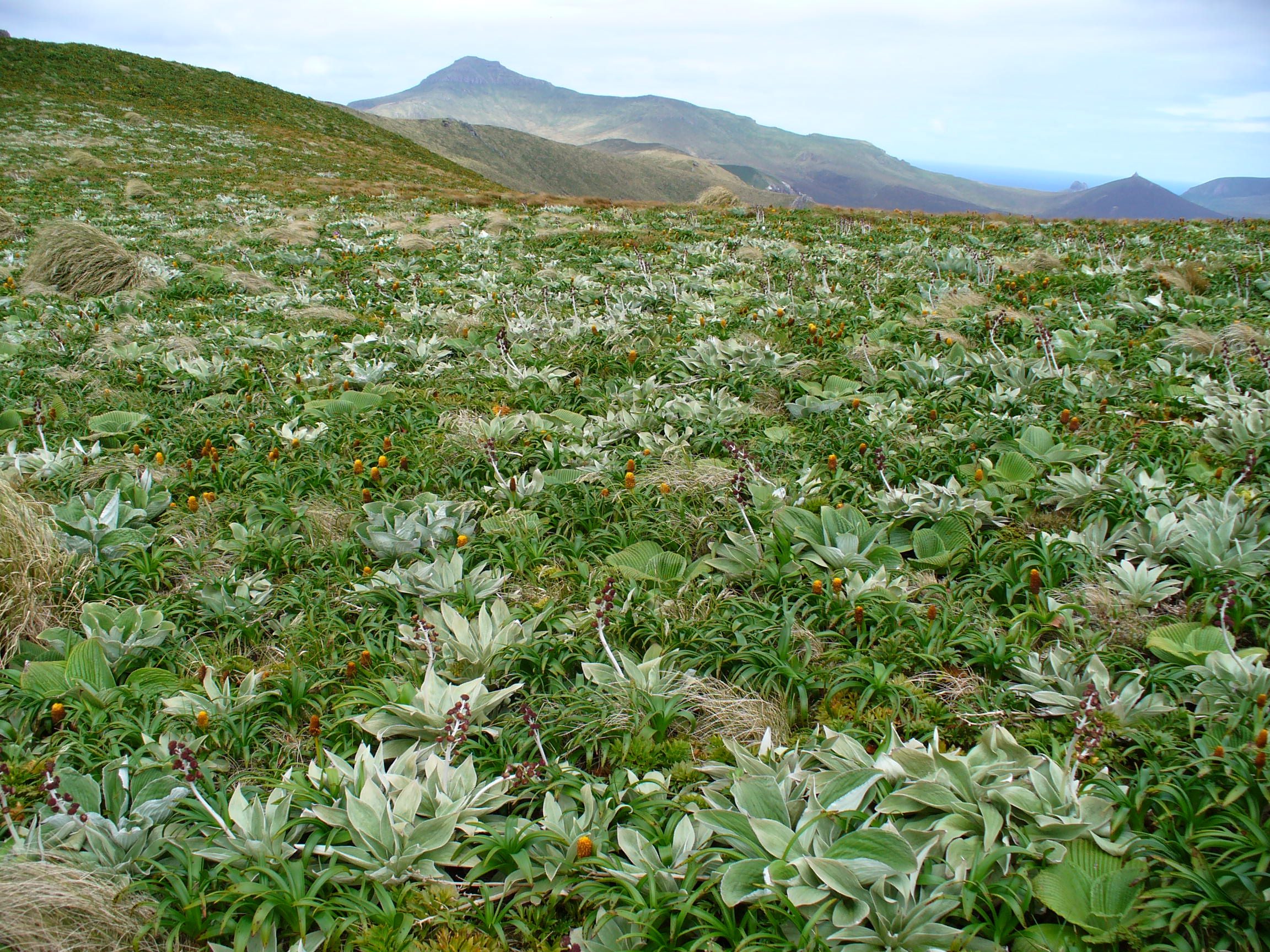
Pláň s megaherbs
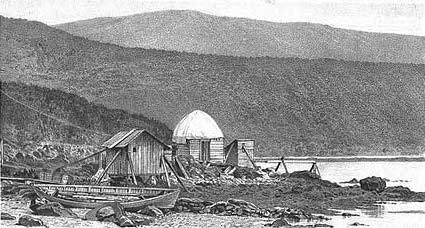
Domky, které si postavili Francouzi v roce 1874
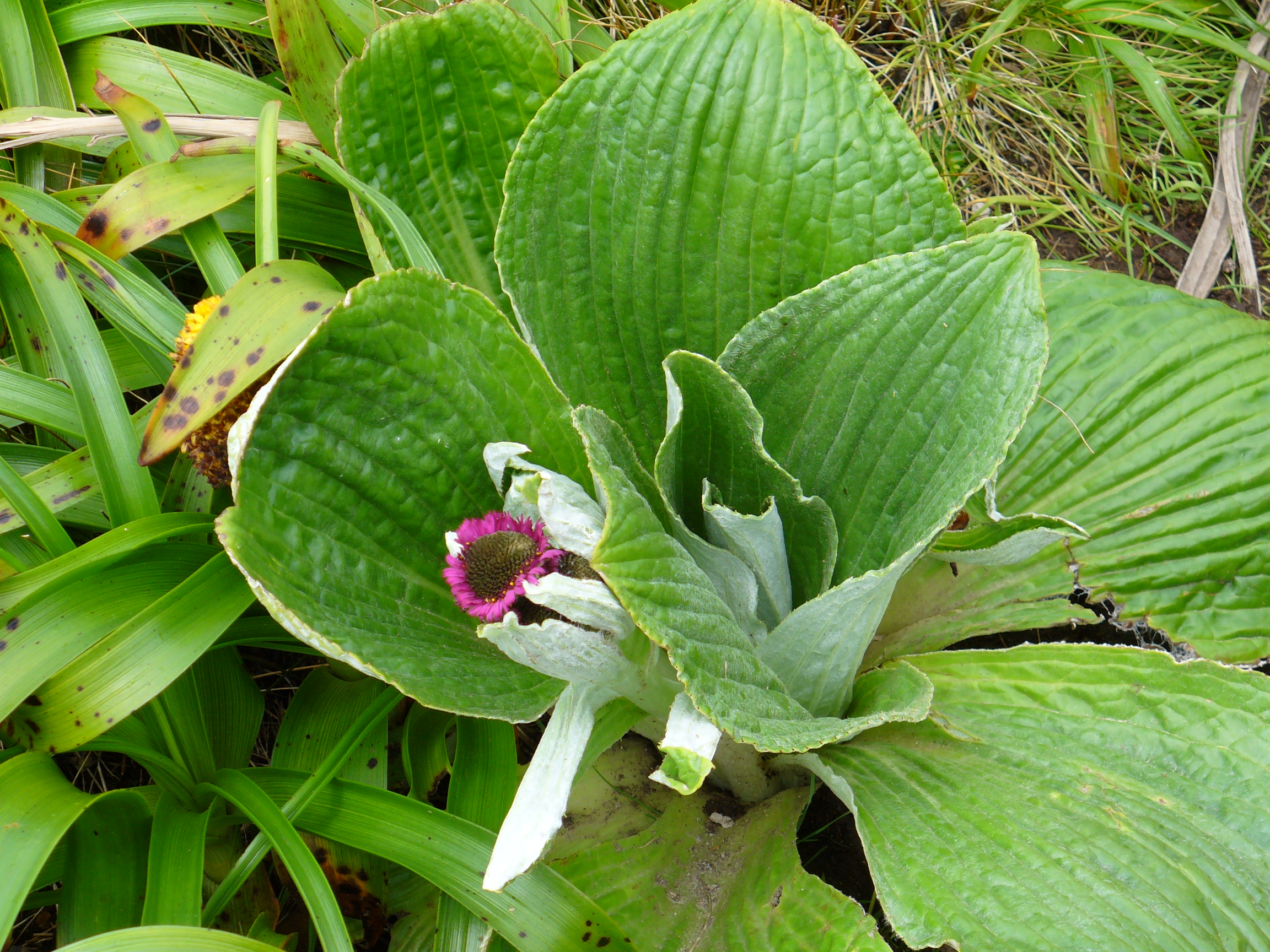
Pleurophyllum sp. z čeledi hvězdnicovitých
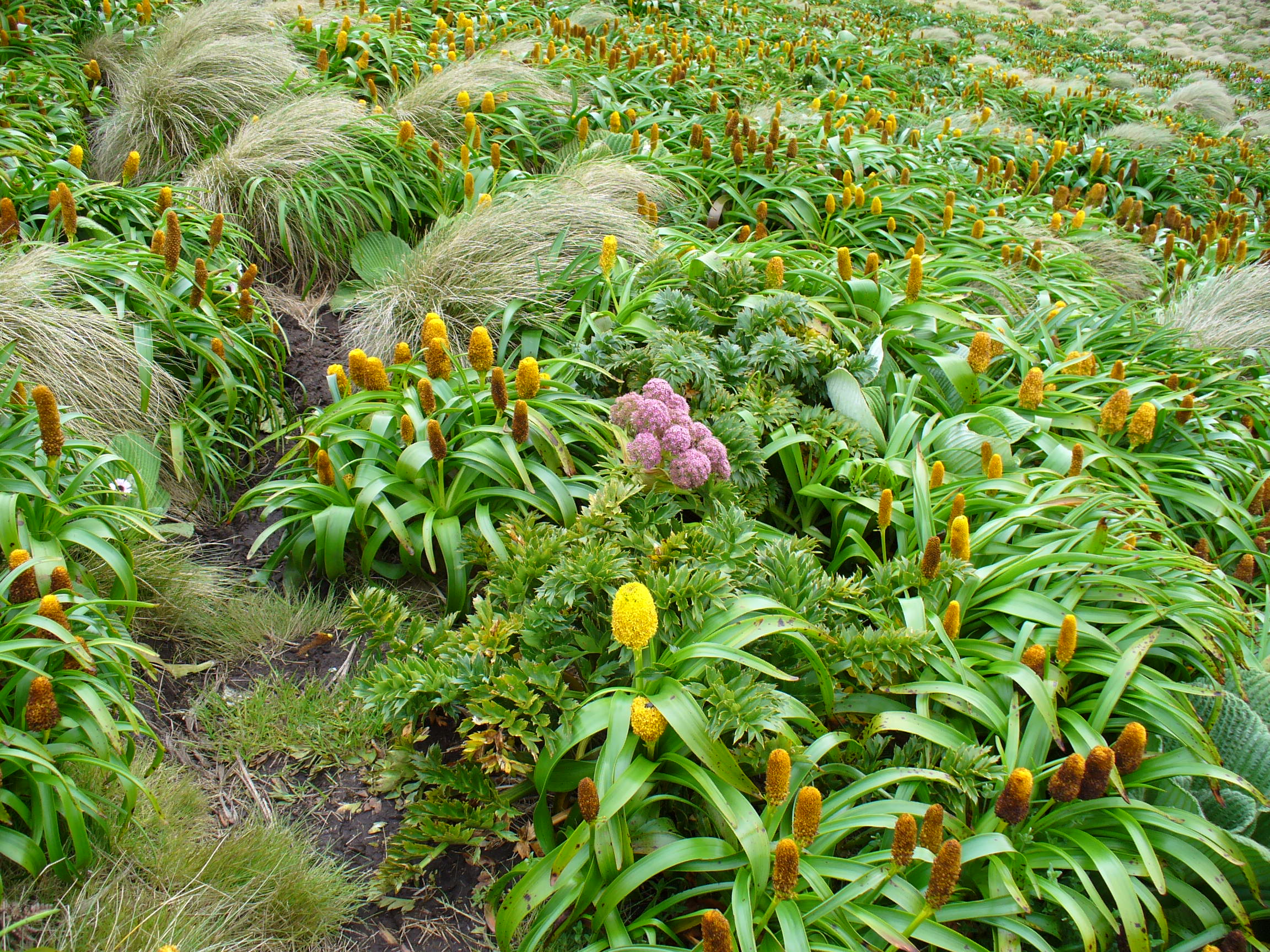
Megaherbs a trávy